# NK Rumboci
NK Rumboci su bivši bosanskohercegovački nogometni klub iz Rumboka u općini Prozor-Rama.

## Povijest
Klub je osnovan 1979. godine kao drugi nogometni klub u općini, a okupljao je većinu nogometaša s područja Gornje Rame.
Godine 1994. spajanjem Makljena i Rumboka nastaje HNK Rama.